# エフエム山形
株式会社エフエム山形（エフエムやまがた、英: FM Yamagata Co., Ltd.）は、山形県を放送対象地域として超短波放送（FM放送）を行っている特定地上基幹放送事業者である。
通称はFM山形、愛称はRhythm Station（リズム・ステーション）。コールサインはJOEV-FM。JFN系列局。

## 概要
開局時から使用した愛称は「Boy-FM」（ボーイ・エフエム）だった。これはデジタル表記で山形送信所の周波数「80.4」を表すと「Boy」に見えたためであった（ジングルでは「Broadcasting FM of Yamagata」と流れていたのでその略称でもある。）。
2010年4月1日より愛称をRhythm Stationへ改称、それと同時にホームページのアドレスをこれまでの「http://boyfm.co.jp/ 」 から後述のアドレスに変更し、音楽番組を中心とする大幅な番組改編を行った。また自社制作番組も大幅に増設し、金曜に5時間半の生ワイドを新設するなどの大改編を行った。ちなみに、5時間半という長時間の生ワイド放送は開局以来初めてのことである。
2022年4月現在、自社制作の比率はJFN加盟局の中では一番低い。月曜 - 木曜は30分以上の自社制作番組は夕方の生ワイド番組「WAVE 4 yamagata」しかなかった。自社制作による平日朝の生ワイド番組は、2020年3月まで「Start Up」が放送されていたが、同改編で終了。同番組内の一部コーナーは全国ネット番組に内包させた。翌2021年3月に金曜の『Smile Box』終了で全曜日で朝ワイドが消滅したが、2024年4月から『Sparkle Morning』の開始により金曜のみであるが朝ワイドの放送を再開している。
日曜については2021年3月まで5分枠の「Monthly Hyper Play」以外自社制作番組は一つもなかったが、同年4月より夕方に30分の自社制作番組「MUSIC PICKLES」の放送がスタートしている。

### 開局の経緯
山形県にFM放送の周波数割り当て後、免許申請は山形新聞と日本経済新聞（日本経済新聞社）が主導権争いを展開した。両新聞は、実在しないダミーの申請者を作ったとされている。
その後、一本化調整の会議において日本経済新聞側は反対票を投じたものの、圧倒的多数の賛成で山形新聞側にまとまったとされている。初代社長には、田中哲（山形放送編成部長、山形テレビ常務を歴任）が就任。当初は山形テレビ本社内にエフエム山形用のスタジオを設置する予定があった。また、エフエム山形が開局するまでは、山形県内に広告代理店が存在せず、山形放送（YBC）・山形テレビ（YTS）の広告取り次ぎは山形新聞社が担っていた。
なお、主導権争いに参画した日本経済新聞は開局後、夕方のニュース枠において配信元として協力することになった。
テレビ・ラジオを通じて全国初の平成新局。県内ではその半年後の10月1日にテレビ初の平成新局のテレビユー山形（TUY）が開局した（同日にはテレビ・ラジオ計4局が開局した）。

## 会社概要
- 本社：山形県山形市松山三丁目14番69号（〒990-8543）
- 庄内支社：山形県鶴岡市茅原町28番47号（〒997-0018）
- 東京支社：東京都千代田区麹町一丁目8番 JFNセンター4階（〒102-0083）

## 沿革
- 1984年（昭和59年）11月：電波監理審議会の答申に基づき、郵政省（当時、現在の総務省）は山形県とともに埼玉・千葉・奈良・岡山・徳島・鹿児島の計7県に県域民放FM局の周波数を割り当てる[4]。
- 1988年（昭和63年）
  - 7月25日：ラジオ予備免許。
  - 9月1日：株式会社エフエム山形設立。
- 1989年（平成元年）4月1日：全国30番目に本放送開始（当時の本社はあこや町の「錦産業会館ビル」に開設）[2]。
- 1995年（平成7年）
  - 4月1日：文字多重放送（見えるラジオ）開始。コールサインはJOEV-FCM。
  - 10月1日：現本社ビル（山万アーバンフロントが管理）が山形市松山に完成。同時に、あこや町の仮社屋から移転。
- 2002年（平成14年）10月14日：米沢中継局の出力を10Wから100Wに増力。
- 2010年（平成22年）4月1日：愛称を「Rhythm Station」に改称。
- 2011年（平成23年）
  - 1月26日：LISMO WAVEによる配信を全国FM連合加盟各局と同時に開始（2019年（令和元年）9月30日をもって終了）。
  - 12月5日：ドコデモFMによる配信をJFN加盟各局と同時に開始（2021年（令和3年）2月28日をもって終了）。
- 2014年（平成26年）3月31日：文字多重放送廃止。
- 2018年（平成30年）
  - 4月3日：WIZ RADIOによる配信をJFN加盟各局と同時に開始（2020年（令和2年）9月30日をもって終了）。
  - 5月1日：V-Low帯マルチメディア放送・インターネットラジオサービス「i-dio」にて北海道・東北地方でのサイマル放送・配信を開始（2020年（令和2年）3月31日をもって終了）[5][6]。
- 2020年（令和2年）4月1日：同日正午よりIPサイマルラジオ「radiko」通常版ならびに「radikoプレミアム・エリアフリー」（有料会員制、全国で聴取可能）ともに全国配信を開始[7][8]。

## 周波数・出力
| 親局   | 周波数  | 出力 | 備考 |
| ------ | ------- | ---- | ---- |
| 山形   | 80.4MHz | 1kW  |      |
| 中継局 | 周波数  | 出力 | 備考 |
| 鶴岡   | 76.9MHz | 250W |      |
| 新庄   | 78.2MHz | 50W  |      |
| 米沢   | 77.3MHz | 100W |      |

## 資本構成
企業・団体の名称、個人の肩書は当時のもの。出典：

### 2015年3月31日 - 2016年3月31日
| 資本金   | 発行済株式総数 | 株主数 |
| -------- | -------------- | ------ |
| 8000万円 | 16,000株       | 30     |

| 株主                         | 株式数  | 比率   |
| ---------------------------- | ------- | ------ |
| 読売新聞東京本社             | 1,984株 | 12.40% |
| 山形新聞社                   | 1,600株 | 10.00% |
| 日本経済新聞社               | 1,280株 | 08.00% |
| カメイ                       | 1,280株 | 08.00% |
| 錦エステート                 | 0,832株 | 05.20% |
| 荘内銀行                     | 0,712株 | 04.45% |
| ジャパンエフエムネットワーク | 0,672株 | 04.20% |
| ニッポン放送                 | 0,672株 | 04.20% |
| きらやか銀行                 | 0,672株 | 04.20% |
| 山形県                       | 0,640株 | 04.00% |
| 山形テレビ                   | 0,640株 | 04.00% |
| テレビ朝日ホールディングス   | 0,640株 | 04.00% |
| 河北新報社                   | 0,640株 | 04.00% |
| 山形銀行                     | 0,640株 | 04.00% |

## 主な番組
2024年4月時点。現在の番組の詳細は、公式サイトのプログラムあるいは番組表を参照。

### 自社制作番組
月曜 - 木曜
- WAVE4 yamagata EXCEED[13]（月曜 - 木曜 16:00 - 18:55）
- Rhythm Station レコメンド![14]（月曜 - 木曜 16:55 - 17:00）

木曜
- 山辺町美力発信番組 AGASUKEマーチ[15]（第2・4木曜 11:30 - 11:55）

金曜
- Sparkle Morning[16] （金曜 7:30 - 10:00）
- やまがた子育て応援ラジオ ハイタッチ[17]（金曜 10:00 - 10:55）
- 想い出リップルパイ[18]（金曜 11:45 - 11:50）
- From Yamagata[19]（金曜 12:00 - 12:30）
- シネマアライヴ（金曜 19:00 - 19:30）[注 10] - 番組開始当初は『あらいゆきひろのシネマアライヴ』[20]。
- RAMP.Radio and Music Playlist[21]（金曜 16:00 - 18:55）
- Be★らぼ! 山大サイエンスカー（第1金曜 20:00 - 20:30） 山大サイエンスカー[22]（第1金曜 20:00 - 20:30） - スタート当初は第1木曜 21:00 - 21:30→2021年3月まで第1金曜 21:00 - 21:30。
- YAMAGATA CAMPUS TOURS[23]（第2・3・金曜 20:00 - 20:30）
- 平塚千瑛 今夜もおしょうしな[24]（金曜 19:30 - 19:55、最終金曜日）※2023年7月開始。東京都江東区のレインボータウンエフエム放送と実質共同制作であるが、山形で放送した後に再放送される。

土曜・日曜
- 農Cafe, 農Life ～農家さんのおやつタイム～[25]（土曜　8:40 - 9:55）
- My Time My Song[26]（土曜 9:30 - 10:00）
- Jazz Cafe Rhythm Station[27]（土曜 20:00 - 20:55）
- 18時のAF [28]（土曜 18:30 - 19:00）
- 西口のレコ屋から[29]（土曜 18:30 - 19:00）
- MUSIC PICKLES [30]（日曜 18:00 - 18:30）

このほか『Start Up』の後番組はネット番組の『OH! HAPPY MORNING』であるが、7:50 - 8:00と8:20 - 8:40は自社発のコーナーに差し替えられており、シフト制ではなく（月・金）大久保香穂、（火～木）福田雅がそれぞれ専属で担当している。

### 主なネット番組
- 室井滋のしげちゃん☆おはなしラジオ（金曜 12:30 - 12:55、FMとやま）
- 週刊 MUSIC PUNCH!（土曜 26:00 - 26:55、FM岩手）

### ヘヴィー・ローテーション
1か月につき邦楽3曲、洋楽1曲マンスリーハイパープレイとして選ばれる。選ばれた楽曲は5分間のミニ番組『POWER PUSH!』で紹介される。
放送時間（2023年4月時点）
- 5:55（土曜）、11:50（金曜）、13:55（日曜）、15:55（土曜・日曜）、23:55（土曜を除く毎日）

## 終了した番組

### 自社制作番組
平日午前
- モーニング・フェア
- Pop'n Morning
- Myあさ
- Start Up（平日 7:30 - 8:55）

平日昼
- ハーフタイムクルーズ
- Love♪Green（月曜 - 木曜 11:30 - 11:55）

平日午後
- トワイライト・ミュージック・センサー
- ボイス トゥ R（2006年4月 - 2010年4月1日）
- MAGIC（月曜 - 木曜 17:00 - 18:55）[20] - 2021年3月で終了
- WAVE4yamagata（2021年4月 - 2023年3月 月曜 - 木曜 17:00 - 18:55）
- WAVE4yamagata EXPRESS（2023年4月 - 2024年3月 月曜 - 木曜 17:00 - 18:00）[31]
- WAVE4yamagata Music（2023年4月 - 2024年3月 月曜 - 木曜 18:10 - 18:55）[32]
- みんなdeみんわ（第2金曜 20:00 - 20:30）-スタート当初は第二木曜 21:00 - 21:30→2021年3月まで第二金曜 21:00 - 21:30。

金曜日
- Smile Box（金曜 9:00 - 10:19）- 2021年3月で終了
- GO！GO！WINTER（金曜 11:30  - 11:45）
- AKEMIの〜waをつくろう（金曜 12:55 - 13:00）
- room+（金曜 14:00 - 14:50）
- 岩崎敬のラジオロイド（金曜 16:00 - 18:55）[注 11]
- マジフラ MAGIC on Friday（金曜 16:00 - 18:55）[33][34][35]
- ザ・キャプテンズ 薔薇色温泉ぽっかぽか（金曜 19:30 - 19:55）
- 喫茶DEナイト（金曜 20:00 - 20:55）[注 12]
- 吹奏楽部応援プログラム アオハリズム♪（金曜 21:00 - 21:30）
- VOJA-tentionのGospel Shake!! （金曜 21:30 - 21:55）
- 二人目のジャイアン お前のモノは俺のモノ!（金曜 19:30 - 19:55、最終金曜日を除く）

土曜日・日曜日
- やまがたエンタメステーション さんtive!（土曜 9:00 - 9:30）
- やまがたFamily大集合!チューニング（土曜 9:00 - 10:00）
- Ride on air（土曜 12:00 - 12:55）
- TEAM YAMAGATA（土曜 18:00 - 18:55）
- Sunday Prism（日曜 7:00 - 7:54）
- おいで、おおえ（日曜 13:55 - 14:00[注 13]）
- 早坂実の3Dラジオ（最終週日曜 18:00 - 18:55）
- 登坂、番組を買う。（2023年7月 - 2023年6月、第1土曜 24:00 - 25:00）
- マイ・カセットテープナンバー（土曜・日曜 10:55 - 11:00）

その他
- Sound Party
- さかたさんぽ
- Happy Marche
- わっ金ランド!
- Smooth Music
- Boy Sunday Special
- 音のゆりかご
- VOICE STATION
- Y&Y FRIDAY PARTY
- おいしい生活
- Goody-Today
- Goody-Callリクエストバスター
- Boy RADIO FREEDOM
- HEART De Lunch Smile Fan
- Wake Up Radio
- 針飛び御免!円盤倶楽部
- 阿部好宏の楽友談
- New For You
- 20i1（ふれあい一番おしょうしなう。）（ - 2014年3月、木曜 12:00 - 12:55）
- Colorful
- レディ音タイム 〜Ready On Time!〜
- 20（にーまる）（月曜 - 木曜 9:55 - 10:00）
- こちら!ソナエル相談所（第1を除く月曜 10:55 - 11:00）
- Monthly Hyper Play（前述参照）

### ブロックネット番組
- 音速ラインの「ラジオ百景」
- AIRJAM NIGHT（第2・第4金曜 25:00 - 26:00）
- 北風小僧
- SEVEN Spirits（木曜 20:00 - 20:55）
- 東北まんぷくラジオ（金曜 12:00 - 12:50） ※Date fm制作・東北地方のJFN系列6局ネット

## アナウンサー

### 現在
- 岩崎敬
- 福田雅[20][36]
- 渡辺望由季

### 過去
- 大泉郁子
- 東海林聡子
- 深瀬京子
- 那須千尋
- 佐藤俊弘
- 門司正弘（退社後、九州地方でフリーに）
- 小野寺彰子（ふくしまFMに移籍）
- 中村守（テレビ信州に移籍、その後2017年に琉球朝日放送に移籍）
- 日下純（2011年4月、静岡エフエム放送（K-MIX）に移籍)
- 神尾久美子（エフエム青森より移籍）
- 石山智子
- 大屋香里（エフエム徳島より移籍）
- 岡田ゆうき

## ジングル
- Rhythm station. stay toon.
- Hi Hello Hi Hey! you're listening to Rhythm staiton. stay tooned.
- JFN共通ジングル（Boy FM時代）Your listening to your favorite "Boy FM 80.4"
- Enjoy your summer sound! 夏のリズム、Rhythm station.

## 備考
県域民放FM局としては珍しく、Jリーグ・モンテディオ山形のホームゲーム中継をJ2時代から（放送しなかった年度あり）放送している（J2時代は主に平日のナイトゲーム、J1昇格後は土・日のナイトゲームも中継。現在の実況担当はワッキー貝山やロジャー大葉といった仙台で活躍中のDJが担当）。

当局含めたJFN系列38局はACジャパン（旧・公共広告機構）の正会員企業の一つである。